# 巴特尔呼亚格·奥特贡包勒德
巴特尔呼亚格·奥特贡包勒德（1996年12月20日—），蒙古男子射箭运动员，2015年世界军人运动会混合团体反曲弓金牌得主、2022年亚洲运动会男子个人反曲弓金牌得主。